# Азов
Азо́в (на руски: Азов) е град в Русия, Ростовска област, административен център на Азовски район. Населението му е 80 721 души през 2018 година. Разположен е в устието на река Дон.

## История
Градът е част от Русия от 1708 г. (с прекъсвания). От 13 до 15 век се казва Азак, а от 15 до 16 век носи името Тана.